# Teatre romà de Side

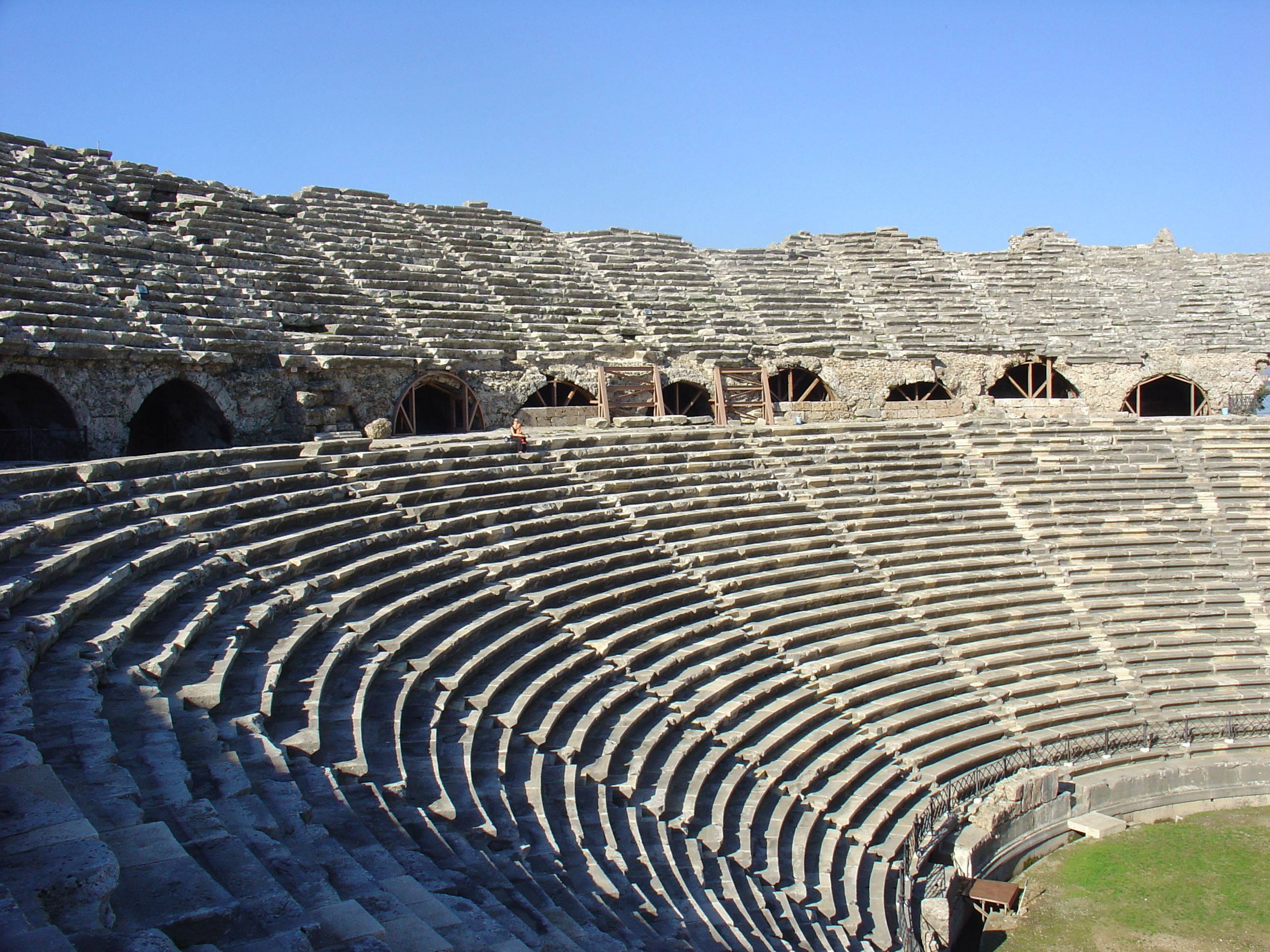
El Teatre romà de Side (Turquia).

El Teatre romà de Side és un teatre construït a Side, ciutat a l'actual Turquia. És envoltat d'enormes arcs. Va ser construït a la meitat del segon segle al lloc d'un teatre hel·lenístic anterior. El teatre, dissenyat específicament per als jocs del circ, s'hi va alçar, al voltant de l'orquestra (la pista), un mur de 2,5 m per a protegir els espectadors que alhóra permetia d'omplir-l'escenari d'aigua per a organitzar batalles navals. Amb una capacitat de 15.000 persones era un dels teatres més grans d'Àsia minor.
Va patir, posteriorment, una curiosa transformació: en el cinquè o sisè segle es va transformar en una església. Al sud-est del teatre hi havia una plaça de mercat (88,50 × 69,20 m). A l'est d'aquest mercat, a prop de les parets, s'alça una petita basílica i un baptisteri que daten de l'època romana d'Orient.